# Mühlberg/Elbe
Mühlberg/Elbe ist eine an der Elbe gelegene Stadt im südbrandenburgischen Landkreis Elbe-Elster. Sie ist Teil der Verbandsgemeinde Liebenwerda. 

## Geografische Lage
Mühlberg liegt an der Elbe im südwestlichsten Teil des Landes Brandenburg, auf halber Strecke zwischen Riesa im Süden und Torgau im Norden. Die zu Mühlberg gehörende etwa 1,2 km² große Flur um die Fähranlegestelle an der Mündung der Dahle westlich der Elbe samt einem Teilstück der Bundesstraße 182 ist das einzige linkselbische Gebiet Brandenburgs.

## Stadtgliederung
Nach der Hauptsatzung der Stadt hat Mühlberg/Elbe folgende Orts- und Gemeindeteile:
- Altenau mit dem Gemeindeteil Wendisch-Borschütz
- Brottewitz
- Fichtenberg mit den Gemeindeteilen Borschütz, Gaitzsch und Schweditz
- Koßdorf mit dem Gemeindeteil Lönnewitz
- Martinskirchen mit dem Gemeindeteil Altbelgern
- Mühlberg/Elbe mit den Gemeindeteilen Köttlitz und Weinberge

Hinzu kommt der Wohnplatz Alte Ziegelei.

## Geschichte
Mühlberg wurde 1230 erstmals urkundlich erwähnt. Bereits lange vorher lassen sich durch archäologische Grabungen und Grabfunde seit etwa 600 nach Christus slawische Siedlungen nachweisen. Die Stadt wurde auf einer Talsandinsel am Elbübergang im Schutz einer Wasserburg gegründet. Herren der Burg waren zunächst die Ministerialen von Ileburg (Eilenburg), die 1228 hier auch das Kloster Marienstern stifteten. Stadt und Herrschaft standen unter wechselndem Einfluss böhmischer und meißnischer Herren. 1397 fiel Mühlberg an Meißen, wurde jedoch 1443 gegen die Herrschaft Hohnstein an Hincko Birke von der Duba vertauscht. Nach dem Tod seiner Nachkommen gelangte Mühlberg 1520 abermals an Meißen, und wurde nach dem Schmalkaldischen Krieg in das nun albertinische Kursachsen integriert. Während des Krieges war es am 24. April 1547 in der Nähe von Mühlberg zur entscheidenden Schlacht gekommen. Im Kurstaat gehörte das Amt Mühlberg zum 1547 gebildeten Meißnischen Kreis.
1815 ging Mühlberg als Ergebnis des Wiener Kongresses zusammen mit anderen sächsischen Gebieten an Preußen und wurde Teil des neu gegründeten Landkreises Liebenwerda. 1854 führte eine Elbbegradigung dazu, dass Mühlberg heute nicht mehr unmittelbar an der Elbe liegt. Ein erhalten gebliebener Elbarm wurde 1883 zum Hafen ausgebaut.

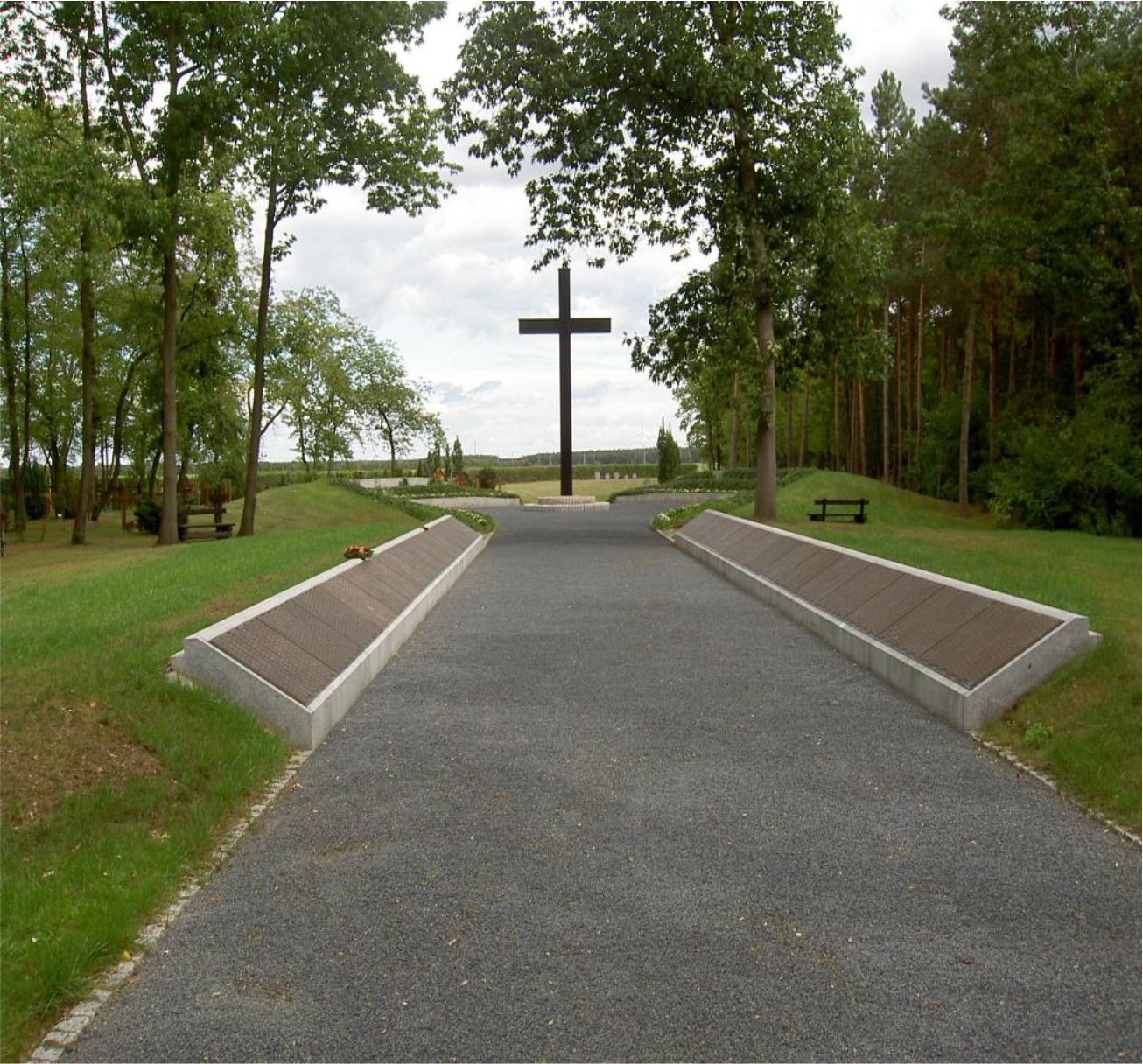
Gedenkstätte für die Opfer des sowjetischen Speziallagers Nr. 1 Mühlberg

1939 wurde bei Neuburxdorf das Kriegsgefangenenlager Stammlager IV B eingerichtet, in dem bis Kriegsende etwa 3000 Gefangene starben. Von September 1945 bis November 1948 wurde dieses Lager als Speziallager Nr. 1 Mühlberg des NKWD betrieben, in dem von insgesamt 22000 Menschen etwa 7000 an Hunger und Folgekrankheiten verstarben und in Massengräbern in der Nähe eines nördlich gelegenen Schießstandes ruhen.
Nach dem Ende des Zweiten Weltkrieges wurde Mühlberg, das zuvor dem preußischen Regierungsbezirk Merseburg angehörte, Teil des neu gegründeten Landes Sachsen-Anhalt. In der DDR folgte im Rahmen der Verwaltungsreform von 1952 die Zuordnung zu dem Bezirk Cottbus. Der amtliche Name der Stadt lautete bis 1990 Mühlberg (Elbe). Als mit der Wiedervereinigung 1990 die Grenzen der neuen Bundesländer festgelegt wurden, kam Mühlberg mit einem großen Teil des Bezirks Cottbus zum Land Brandenburg. 1992 wurde Mühlberg in die Arbeitsgemeinschaft „Städte mit historischen Stadtkernen“ des Landes Brandenburg aufgenommen.
Zum 21. Juli 1992 wurde das Amt Mühlberg/Elbe gebildet. In diesem Verwaltungsverbund waren die Gemeinden Altenau, Brottewitz, Fichtenberg, Koßdorf, Martinskirchen und die Stadt Mühlberg/Elbe aus dem damaligen Kreis Bad Liebenwerda zusammengefasst. Zum 31. August 2001 wurde die neue amtsfreie Stadt Mühlberg/Elbe aus den amtsangehörigen Gemeinden Altenau, Brottewitz, Fichtenberg, Koßdorf, Martinskirchen und der Stadt Mühlberg/Elbe des Amtes Mühlberg/Elbe mit Wirkung vom 31. August 2001 genehmigt. Das Amt Mühlberg/Elbe wurde mit selben Datum aufgelöst.
Der hohe Wasserstand der Elbe während des Hochwassers im August 2002 zwang die Kreis- und Landesverwaltung zur vollständigen Evakuierung von Mühlberg. Doch die Deiche hielten, von den Einheimischen als „Wunder von Mühlberg“ gefeiert.
Eine weitere schwere Naturkatastrophe erfasste die Stadt am 24. Mai 2010. Nach einem Hagelregen folgte ein Tornado, bei dem über 300 Häuser zum Teil schwer zerstört wurden, darunter auch der Turm der Klosterkirche. Mühlberg war mehrere Stunden von der Außenwelt abgeschnitten.
Beim Elbehochwasser 2013 wurden bis zum 8. Juni drei Viertel der Einwohner evakuiert und die Deiche erhöht und verstärkt, die – wie schon 2002 – hielten. Der Elbepegel erreichte 9,62 m.
Im März 2019 beschloss die Stadtverordnetenversammlung, dass sich Mühlberg/Elbe zum 1. Januar 2020 mit Bad Liebenwerda, Falkenberg/Elster und Uebigau-Wahrenbrück (alle Landkreis Elbe-Elster) zur Verbandsgemeinde Liebenwerda zusammenschließt.

## Bevölkerungsentwicklung
| Jahr | Einwohner |
| ---- | --------- |
| 1875 | 3 318     |
| 1890 | 3 443     |
| 1910 | 3 345     |
| 1925 | 3 549     |
| 1933 | 3 600     |
| 1939 | 3 370     |

| Jahr | Einwohner |
| ---- | --------- |
| 1946 | 4 466     |
| 1950 | 4 451     |
| 1964 | 3 517     |
| 1971 | 3 595     |
| 1981 | 3 477     |
| 1985 | 3 447     |

| Jahr | Einwohner |
| ---- | --------- |
| 1990 | 3 274     |
| 1995 | 2 960     |
| 2000 | 2 734     |
| 2005 | 4 698     |
| 2010 | 4 244     |
| 2015 | 3 856     |

| Jahr | Einwohner |
| ---- | --------- |
| 2020 | 3 630     |
| 2021 | 3 534     |
| 2022 | 3 408     |
| 2023 | 3 376     |
| 2024 | 3 309     |

Gebietsstand des jeweiligen Jahres, Einwohnerzahl: Stand 31. Dezember (ab 1991),, ab 2011 auf Basis des Zensus 2011, ab 2022 auf Basis des Zensus 2022

## Politik

### Stadtverordnetenversammlung
Die Stadtverordnetenversammlung von Mühlberg besteht entsprechend der Einwohnerzahl der Stadt aus 16 Stadtverordneten und dem ehrenamtlichen Bürgermeister. Die Kommunalwahl am 9. Juni 2024 führte bei einer Wahlbeteiligung von 67,4 % zu folgendem Ergebnis:
| Partei / Wählergruppe                           | Stimmenanteil 2019 | Sitze 2019 |  | Stimmenanteil 2024 | Sitze 2024 |
| ----------------------------------------------- | ------------------ | ---------- |  | ------------------ | ---------- |
| Wählergemeinschaft für Wirtschaftsraum Mühlberg | 39,5 %             | 6          |  | 20,4 %             | 3          |
| Einzelbewerber Maximilian Schöne                | –                  | –          |  | 15,7 %             | –          |
| CDU                                             | 20,1 %             | 3          |  | 12,9 %             | 2          |
| Wählergemeinschaft Koßdorf-Lönnewitz            | 14,5 %             | 2          |  | 12,2 %             | 2          |
| Wählergemeinschaft „Für Altenau“                | 10,1 %             | 2          |  | 11,8 %             | 2          |
| Einzelbewerber Andy Selig                       | –                  | –          |  | 08,7 %             | 1          |
| Bürgerbund Für Fichtenberg                      | 09,3 %             | 2          |  | 07,8 %             | 1          |
| Einzelbewerber Christoph Nawroth                | –                  | –          |  | 05,8 %             | 1          |
| Zukunft gestalten – für eine lebenswerte Heimat | –                  | –          |  | 03,4 %             | 1          |
| Einzelbewerber Benedikt Teubel                  | –                  | –          |  | 01,4 %             | –          |
| Einzelbewerber Dieter Jähnichen                 | 06,4 %             | 1          |  | –                  | –          |
| Insgesamt                                       | 100 %              | 16         |  | 100 %              | 13         |

Der Stimmenanteil des Einzelbewerbers Maximilian Schöne entspricht drei Sitzen. Er kandidierte sowohl als Gemeindevertreter als auch als Bürgermeister. Da er die Wahl zum Bürgermeister annahm, bleiben nach § 60 (3) des Brandenburgischen Kommunalwahlgesetzes diese Sitze unbesetzt.

### Bürgermeister
- 2000–2008: Dieter Jähnichen[19]
- 2008–2020: Hannelore Brendel (parteilos)[20]
- 2020–2024: Dieter Jähnichen[21]
- seit 2024: Maximilian Schöne (parteilos)

Brendel wurde in der Bürgermeisterwahl 2008 mit 92,0 % der gültigen Stimmen gewählt. In der Bürgermeisterstichwahl am 17. April 2016 wurde sie mit 56,9 % der gültigen Stimmen in ihrem Amt bestätigt. Sie wechselte 2020 als Beigeordnete in die Verbandsgemeinde Liebenwerda.
Jähnichen wurde am 22. Januar 2020 durch die Stadtverordnetenversammlung mit 11 von 16 Stimmen zum neuen Bürgermeister gewählt. In der Stichwahl am 30. Juni 2024 wurde Schöne mit 66,7 % der gültigen Stimmen zu seinem Nachfolger gewählt. Seine Amtszeit beträgt fünf Jahre.

### Wappen
| Wappen von Mühlberg/Elbe | Blasonierung: „In Schwarz ein rot-bewehrter und -gezungter, doppelt-geschwänzter goldener Löwe.“ |
| Wappen von Mühlberg/Elbe | Wappenbegründung: Mühlberg besaß ursprünglich ein Wappenbild mit Stadtmauer und anderen Elementen, unter anderem mit einem kleinen schwarzen Schild mit einem doppelt geschwänzten und gekrönten Löwen. Kaiser Karl IV. soll Wappen und Siegel der Stadt verliehen haben, als er diese 1370 erwarb. Nach der Schlacht bei Mühlberg 1547 erfuhr das Wappenbild eine Veränderung, es entfiel die Mauer. Heute wird nur noch der Löwenschild als Wappen geführt. Das Wappen wurde vom Heraldiker Frank Diemar entworfen und am 15. Juli 2002 genehmigt. |

### Flagge
Die Flagge ist Schwarz - Gelb (1:1) gestreift und mittig mit dem Stadtwappen belegt.

### Dienstsiegel
Das Dienstsiegel zeigt das Stadtwappen mit der Umschrift: STADT MÜHLBERG/ELBE • LANDKREIS ELBE-ELSTER.

### Partnerschaften
Mühlberg unterhält eine Partnerschaft zu einer Gemeinde, sowie einer Stadt:
- Gutach (Schwarzwaldbahn), Baden-Württemberg, Deutschland, seit 1991
- Nieszawa, Polen

## Sehenswürdigkeiten
In der Liste der Baudenkmale in Mühlberg/Elbe und in der Liste der Bodendenkmale in Mühlberg/Elbe stehen die in der Denkmalliste des Landes Brandenburg eingetragenen Kulturdenkmale.

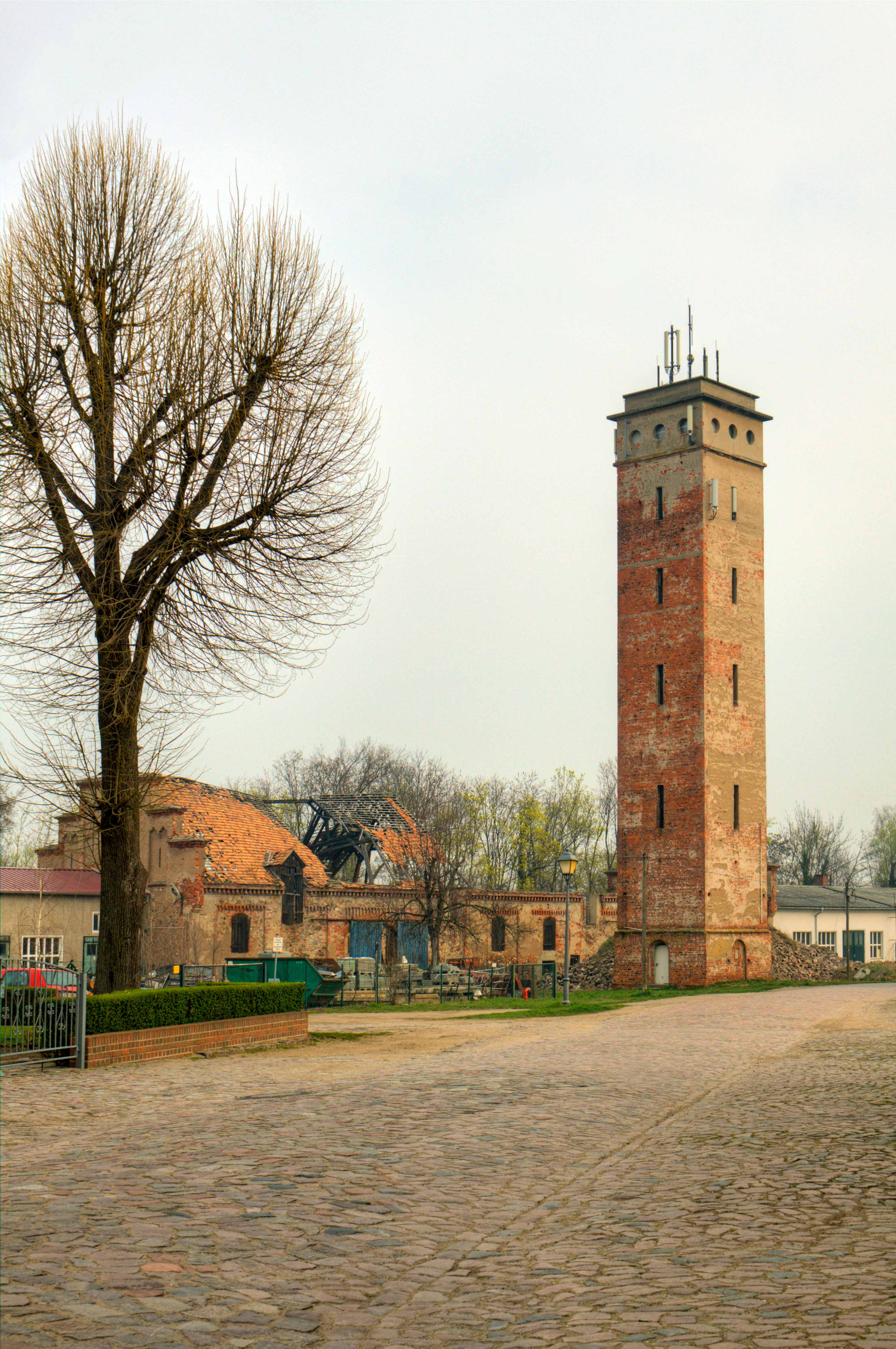
Wasserturm

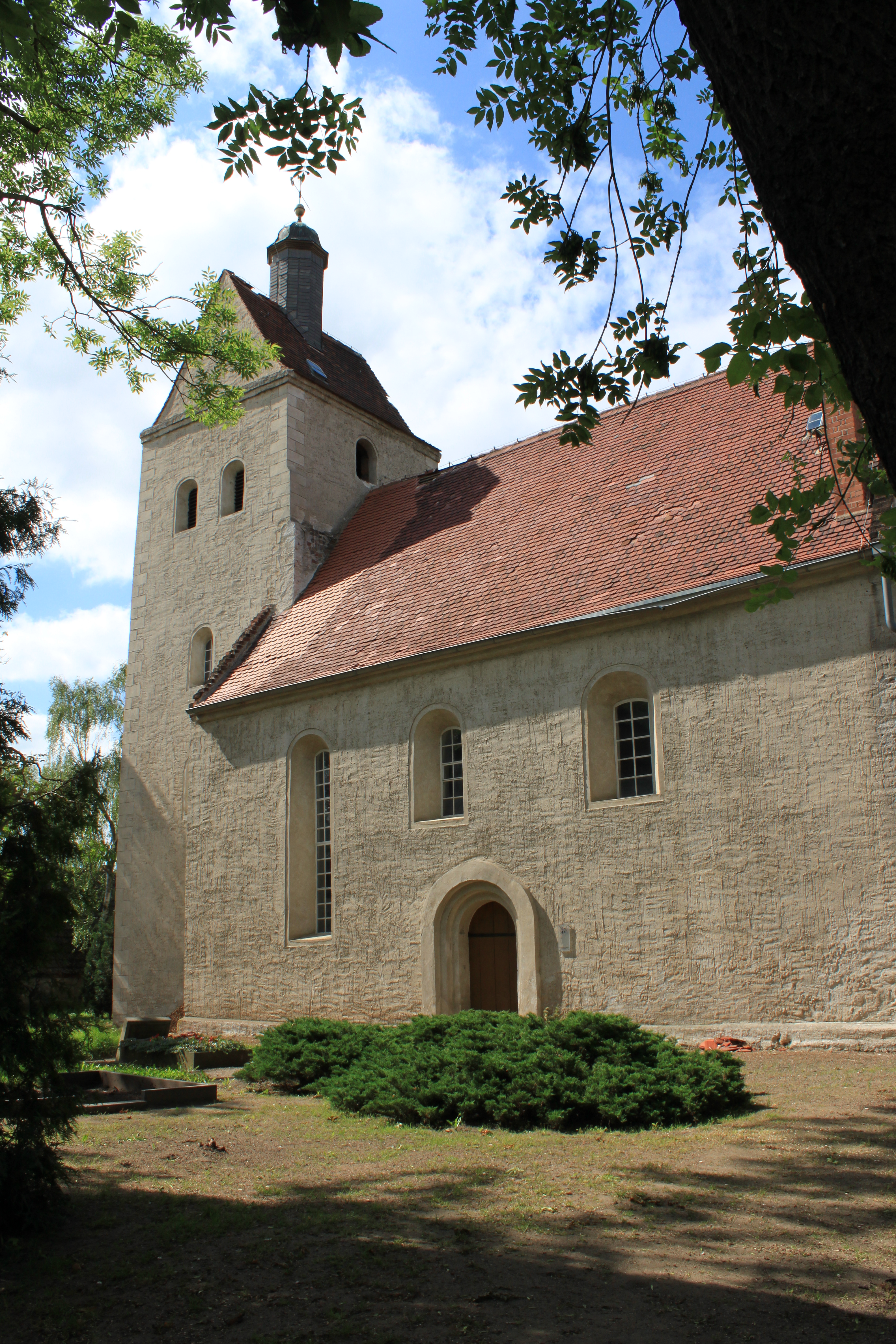
Dorfkirche Boragk

- Zisterzienserinnenkloster Marienstern, 1228 gegründet, 1539 säkularisiert, wird seit 2000 durch den Orden der Claretiner wiederbelebt.
- Museum Mühlberg 1547 (Propstei). Die Propstei wurde 1531 mit Maßwerktreppengiebeln erbaut und besitzt mittelalterliche Wand- und Deckenmalereien. Im Gebäude befindet sich seit 1926 das Stadtmuseum, welches Anfang der 1990er Jahre restauriert wurde. Seit 2015 widmet sich die neu konzipierte Dauerausstellung schwerpunktmäßig der Schlacht von Mühlberg im Jahr 1547.[29]
- Villa Güldenstern, 1898–1900 als Wohn- und Verwaltungsgebäude des Rittergutes Güldenstern erbaut, historisierend mit Jugendstilelementen.
- Schloss Mühlberg, erstmals 1272 als Wasserburg der Herren von Ileburg erwähnt; 1545 (nach einem Stadtbrand) unter Kurfürst Moritz als Jagdschloss wiederaufgebaut. Die Wassergräben wurden Anfang des 19. Jahrhunderts trockengelegt. Spätere Nutzungen erfolgten als Amtsgericht, Gefängnis und seit 1859 Hauptzollamt, in jüngster Zeit als Schule, Jugendklub, Stadtbibliothek, Stadtarchiv und Wohnungen. Eine Privatisierung 1999 führte nur zu rudimentären Sanierungsmaßnahmen, ein Weiterverkauf zur fortschreitenden Vernachlässigung, 2015 war eine Zwangsversteigerung für 292.000 € angesetzt. 2018 erwarben es drei Geschwister aus Mexiko-Stadt.[30]
- Historischer Stadtkern u. a. mit rekonstruierter kursächsischer Postdistanzsäule, Rathaus und Frauenkirche
- Denkmalsanlage von 1949 auf dem Schloßplatz zur Erinnerung an die antifaschistischen Widerstandskämpfer
- Holländerwindmühle in Koßdorf, 1912 am Standort einer zu jener Zeit abgebrannten Bockwindmühle errichtet. Die funktionstüchtige Mühle befindet sich im Besitz der Familie Humpisch und wird immer noch durch deren Mühlenbetrieb genutzt.
- Dorfkirche Boragk, um 1200 entstanden
- Dorfkirche Martinskirchen, spätromanischer Backsteinbau aus dem 13. Jahrhundert
- Gedenkstätte für die Opfer des Kriegsgefangenenlagers Stalag IV B und des sich nach 1945 anschließenden Speziallagers Nr. 1 Mühlberg

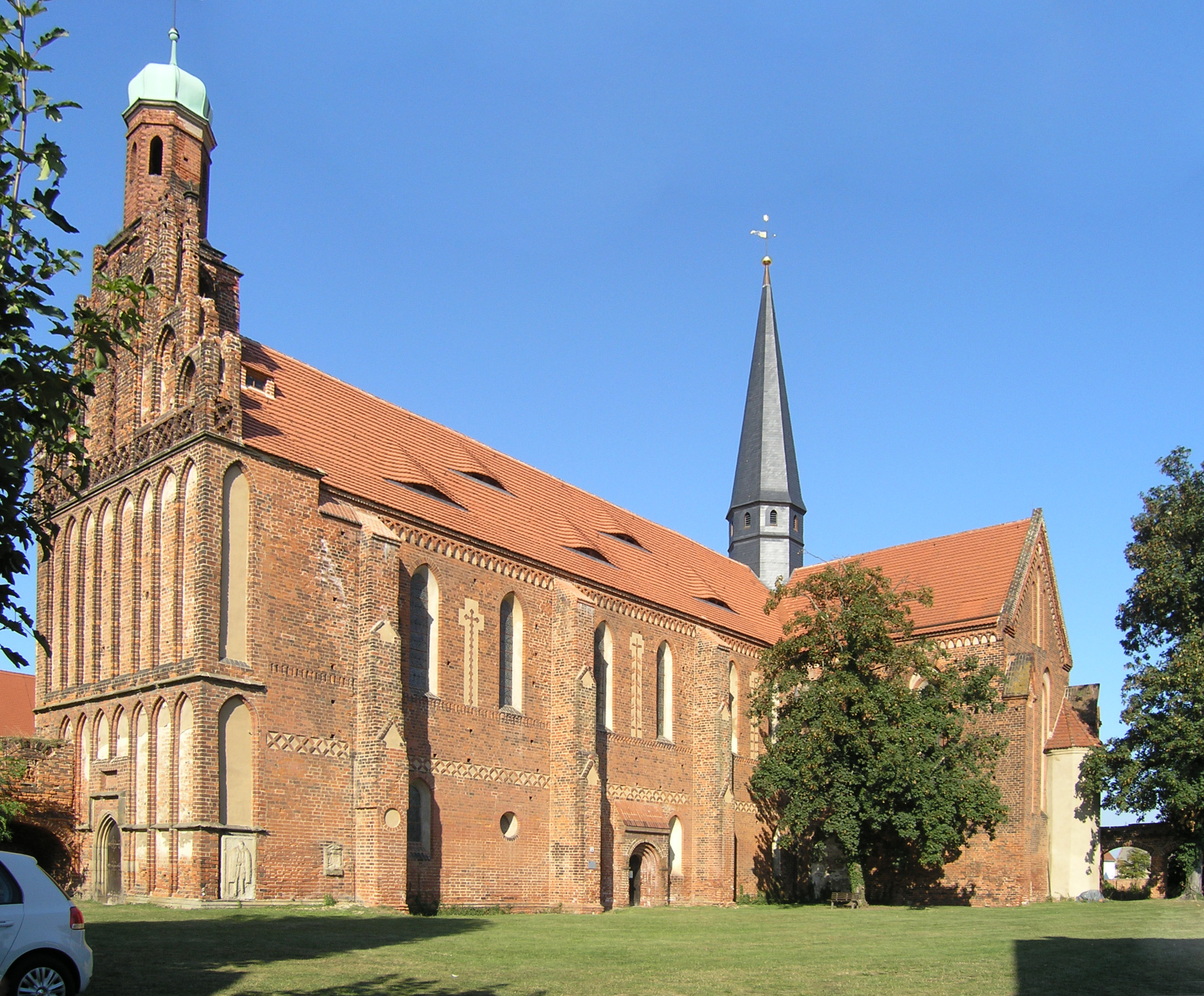
Kloster Marienstern
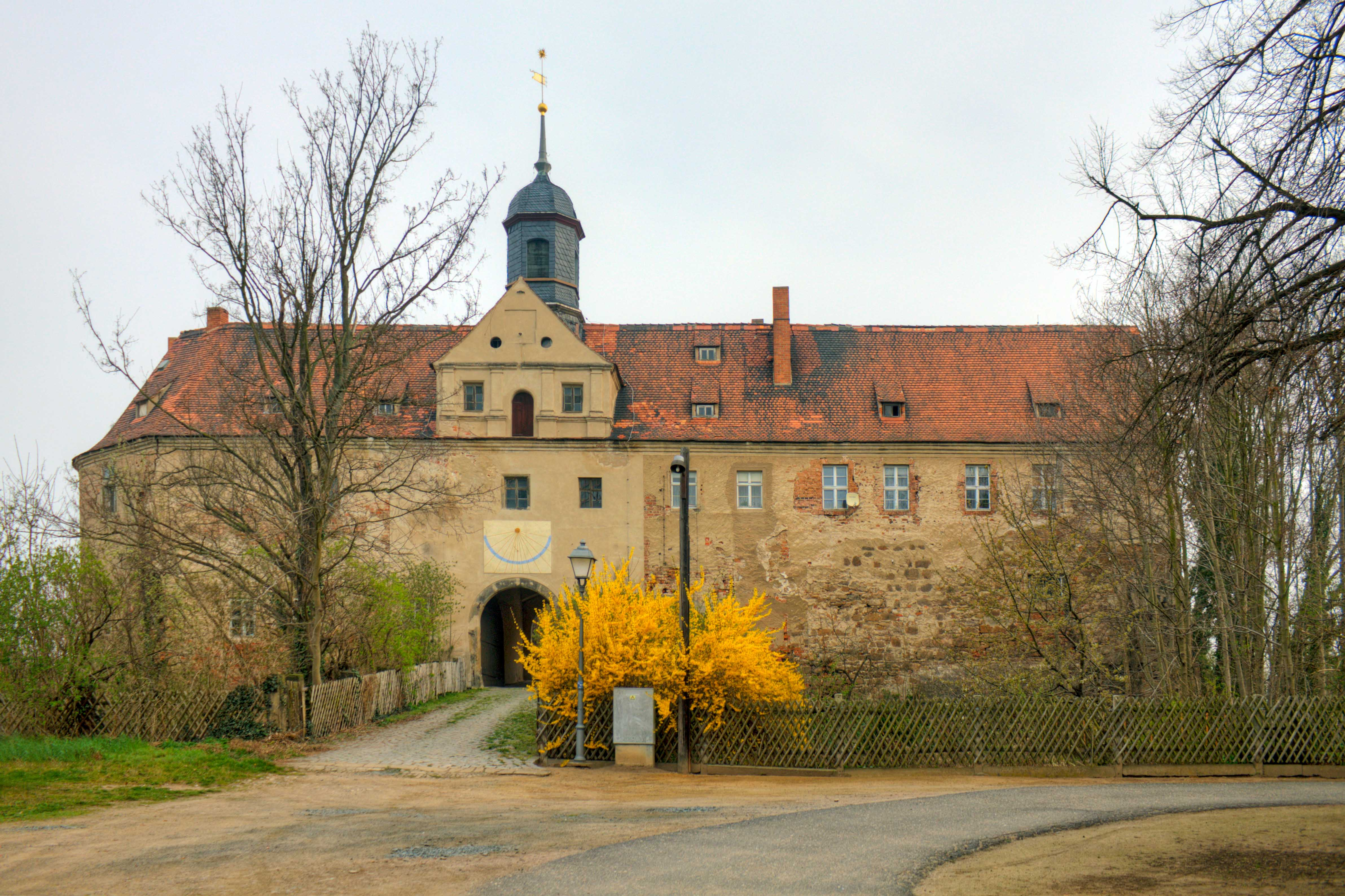
Schloss Mühlberg
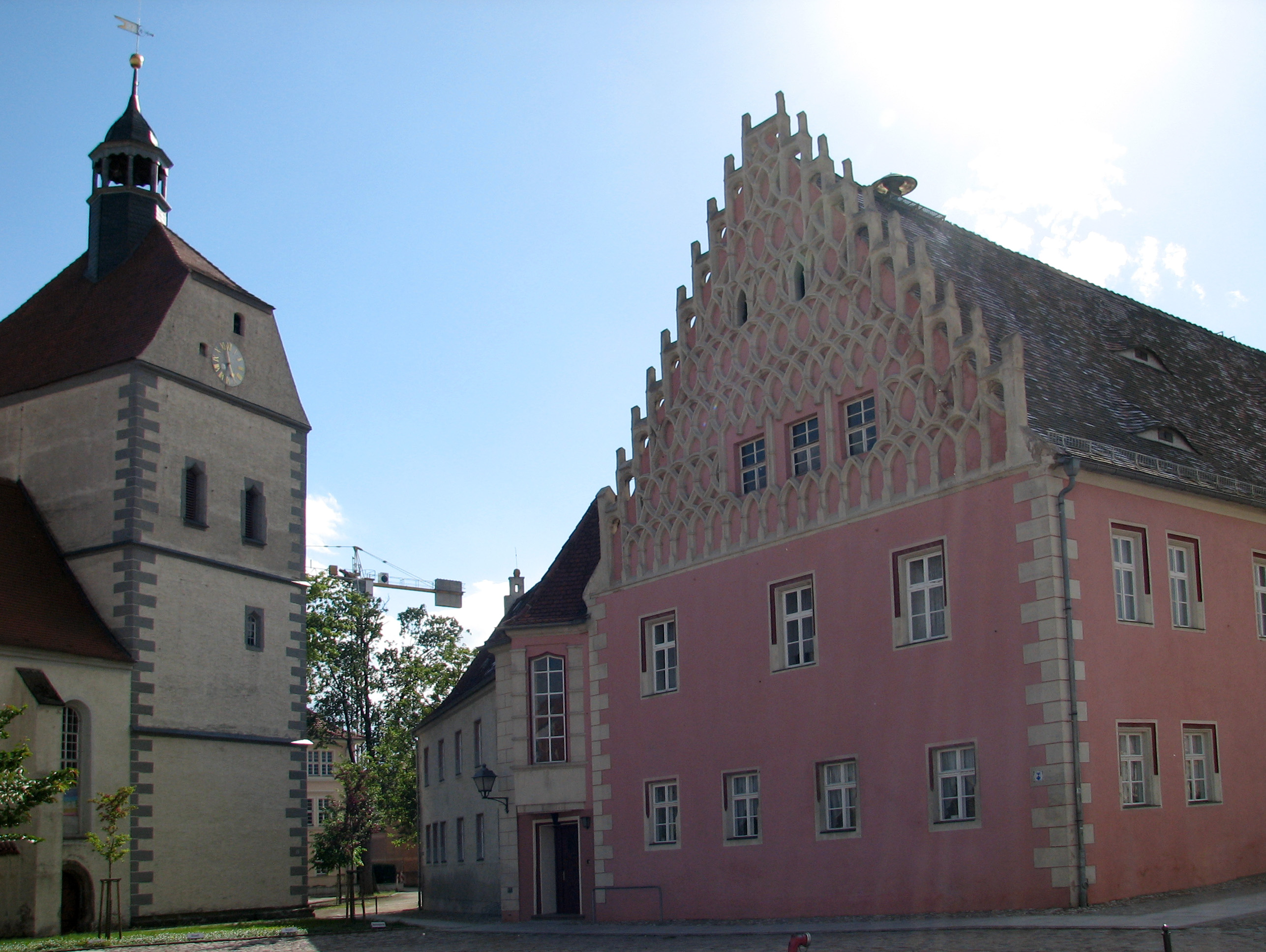
Kirche und Rathaus
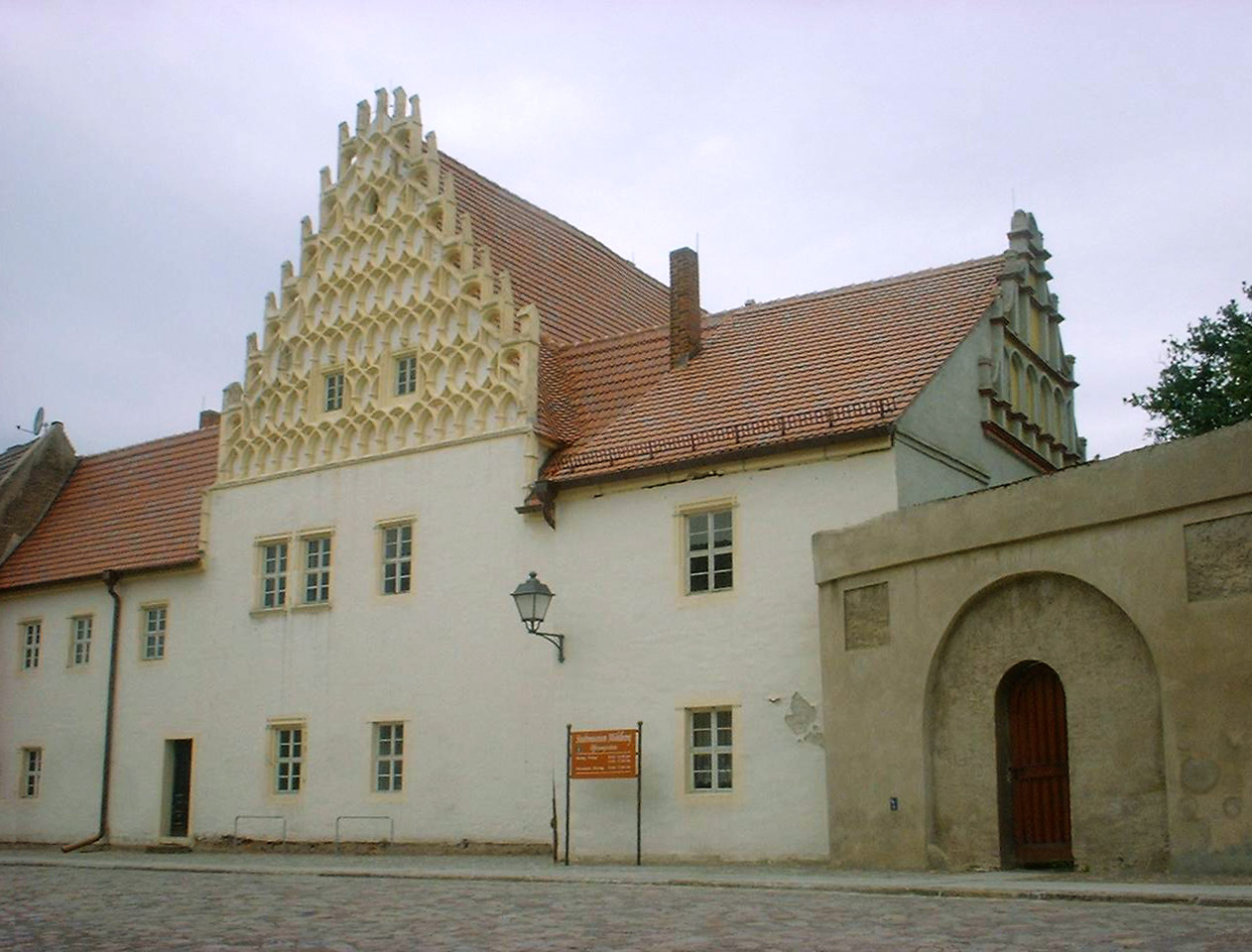
Propstei
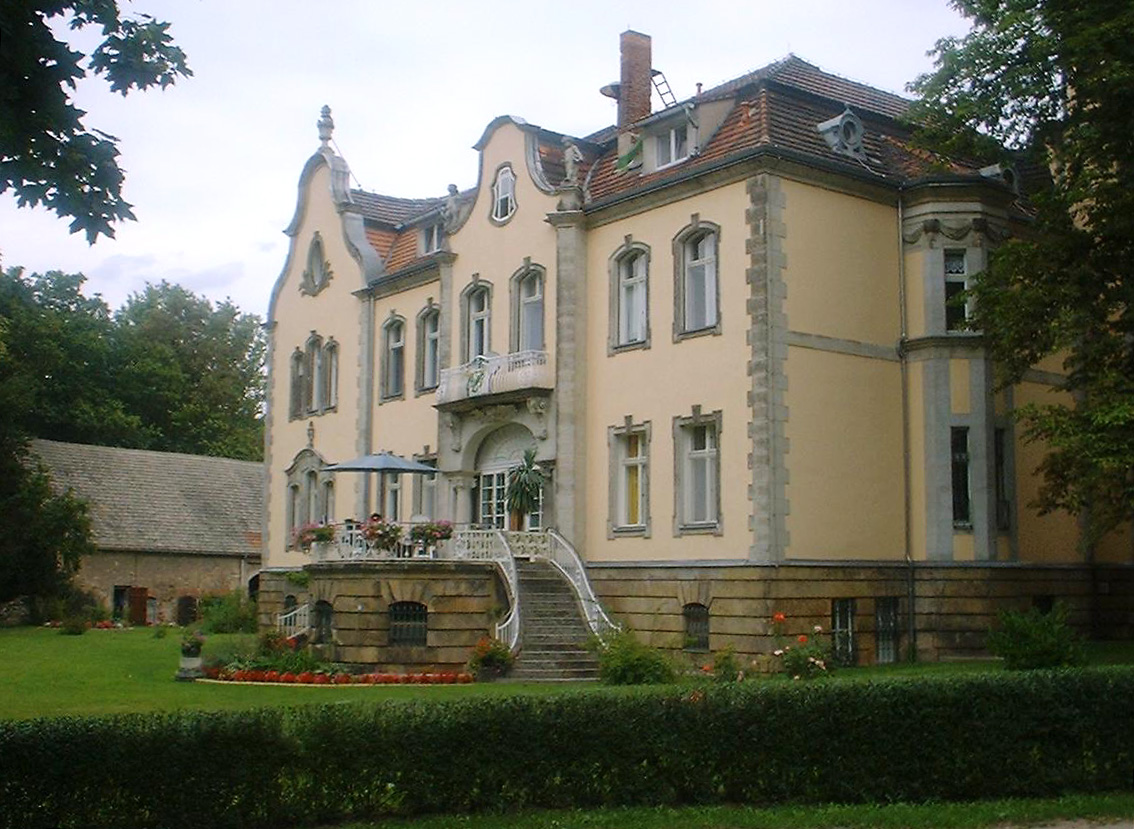
Villa Güldenstern
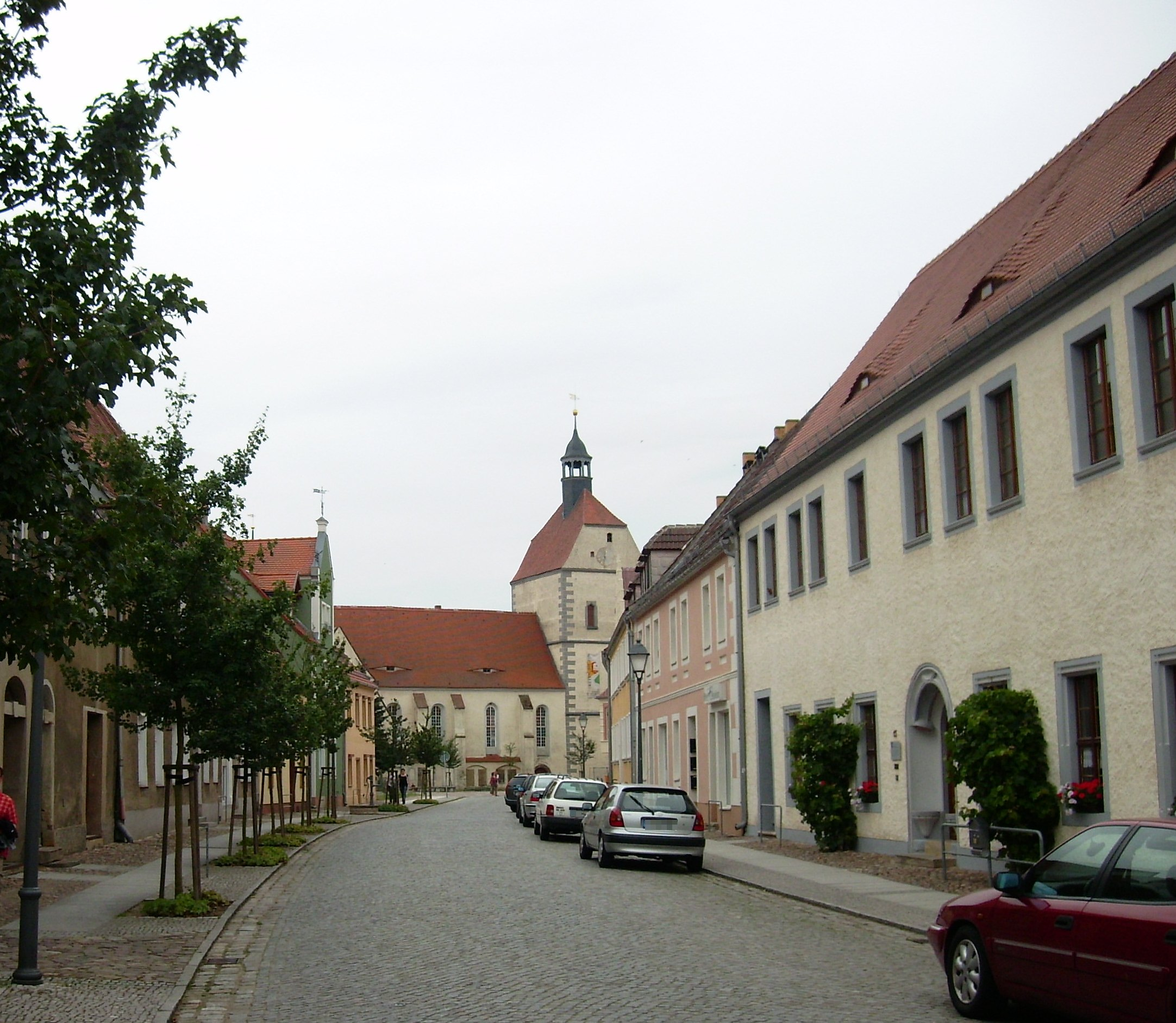
Kirchstraße mit Frauenkirche
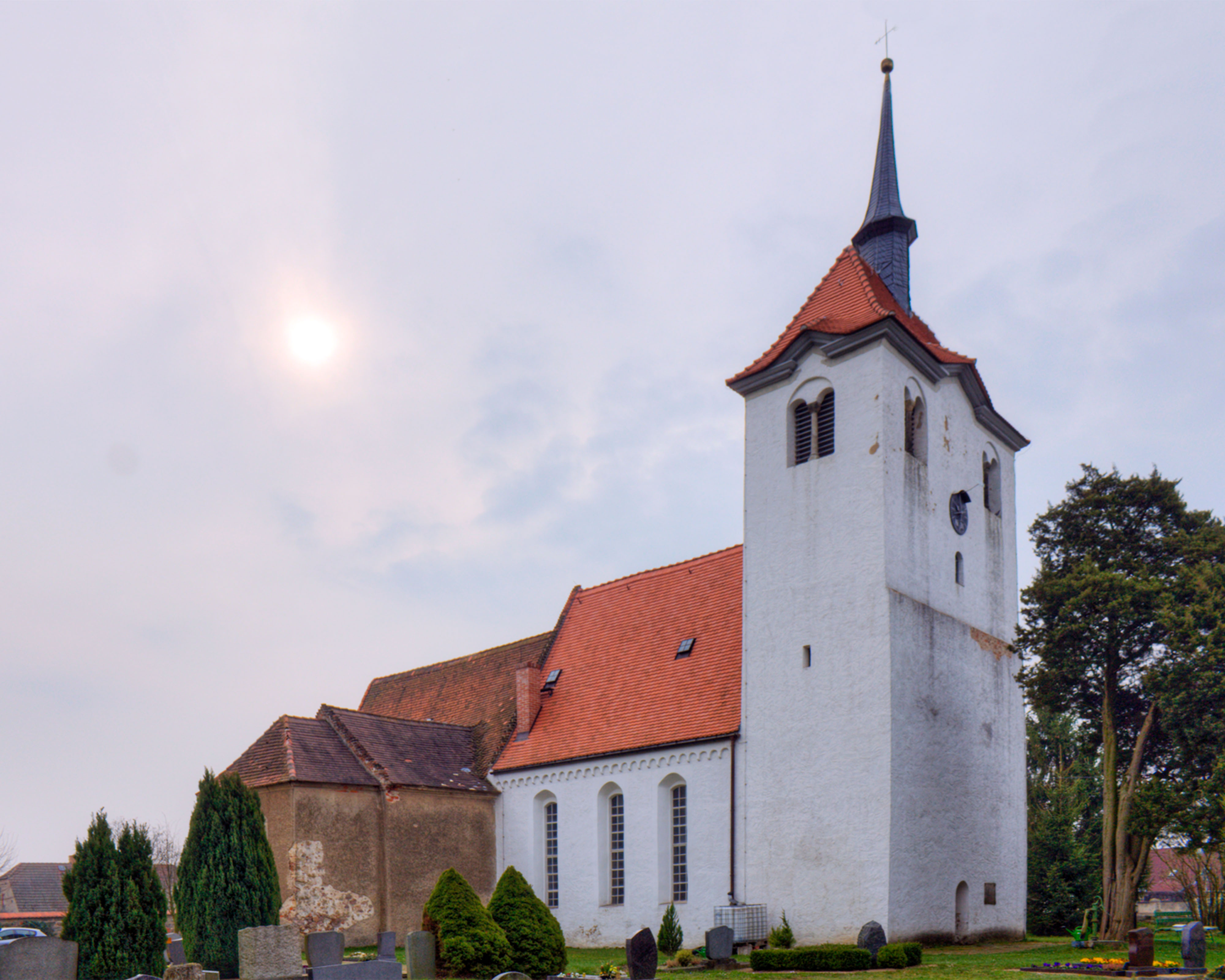
Dorfkirche Martinskirchen
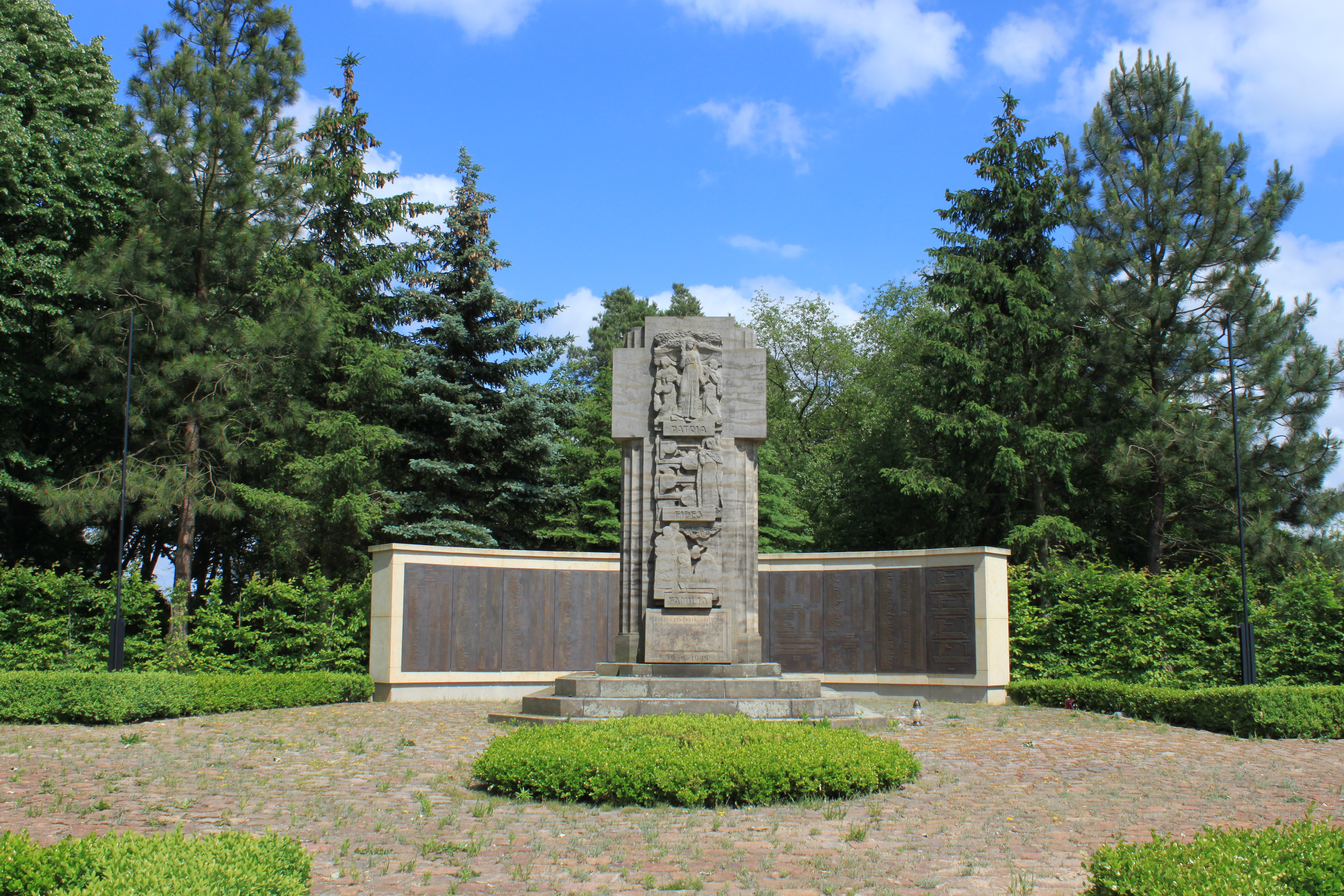
Gedenkstätte für die Opfer des Kriegsgefangenenlagers Stalag IV B

## Verkehr

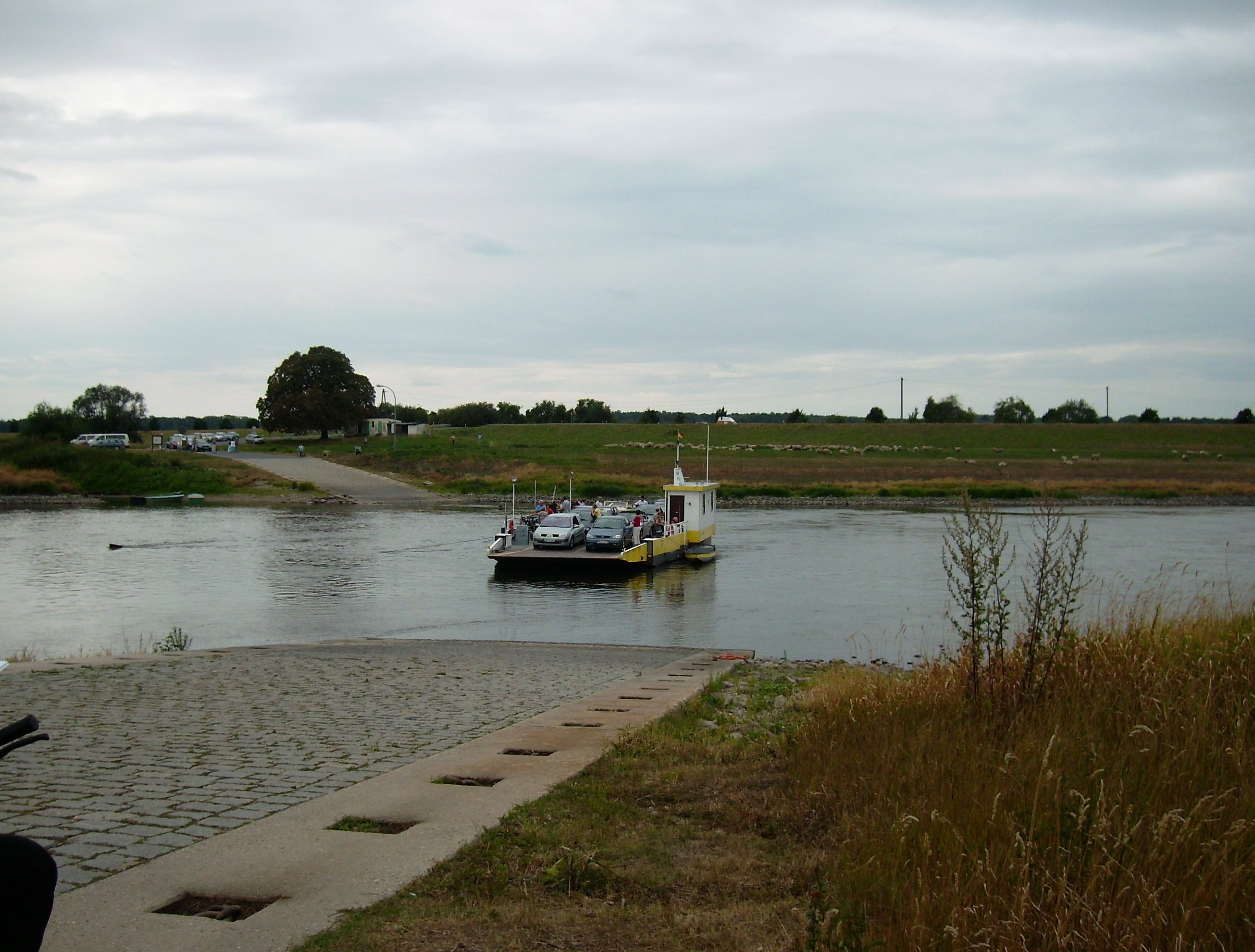
Elbfähre 2008

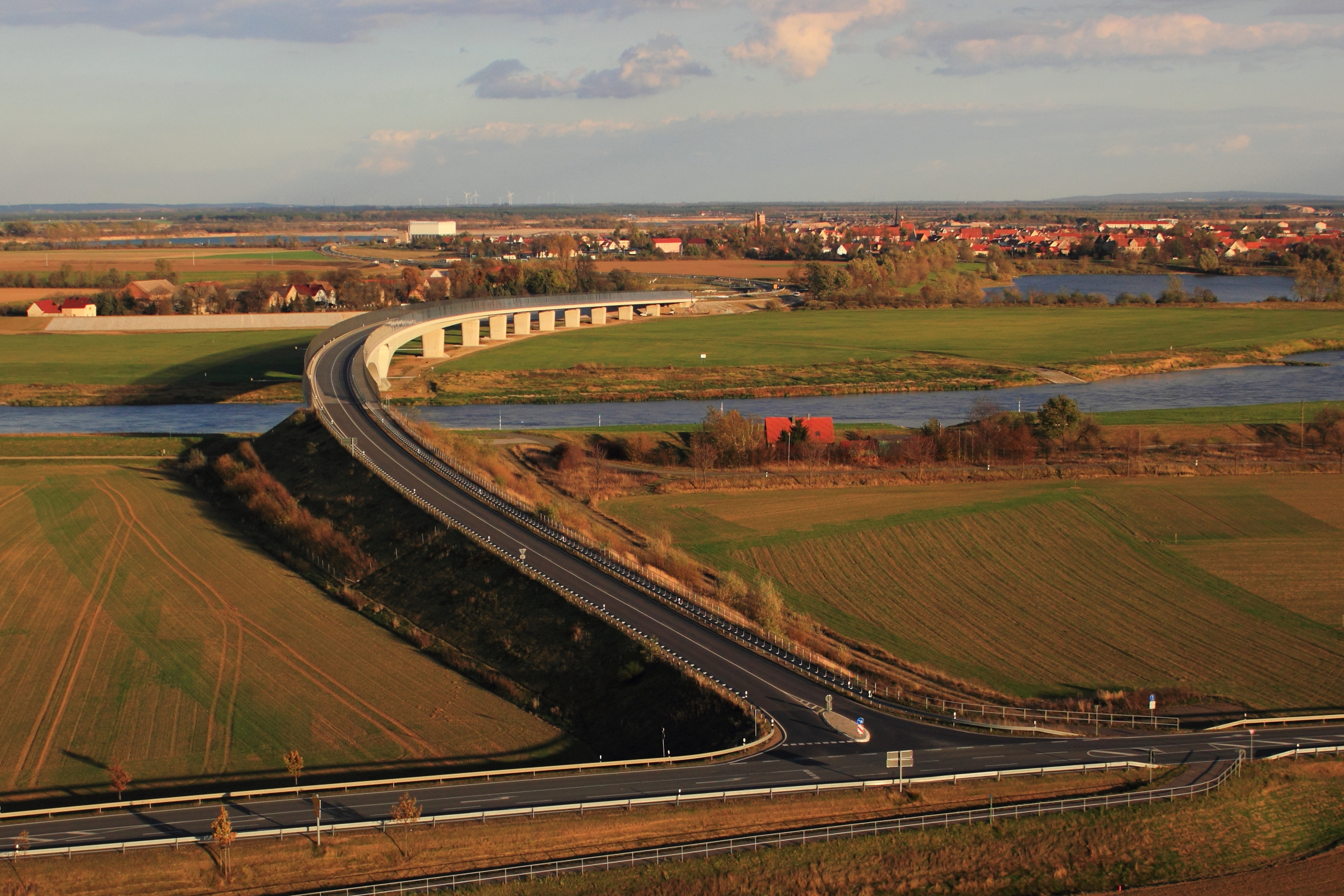
Elbebrücke

Nördlich von Mühlberg verläuft die Landesstraße L 66 nach Bad Liebenwerda. Die L 67 tangiert die Stadt im Osten und verbindet sie mit mehreren Ortsteilen.
Am gegenüberliegenden Elbufer verläuft die Bundesstraße 182 zwischen Torgau und Riesa. Als Übergang über die Elbe gab es bis 2008 eine Gierseilfähre. Die Fährstelle Mühlberg im Gemeindeteil Köttlitz, bestehend aus Gierponte, zwei Fährrampen und einer Gierseilanlage ist technisches Denkmal. Mit der Übergabe der Mühlberger Straßenbrücke über die Elbe am 22. Dezember 2008 wurde die Gierseilfähre außer Dienst gestellt. Sie war die einzige Gierseilfähre in Brandenburg. 2013 wurde die Fähre in den Historischen Hafen Berlin überführt. Die nächstgelegenen Fähren befinden sich in Strehla ca. 15 km flussaufwärts sowie in Belgern ca. 10 km flussabwärts.
Der Bahnhof Mühlberg (Elbe) lag an der Bahnstrecke Neuburxdorf–Mühlberg. Nach 46 Jahren war Mühlberg vom 6. Juli bis zum 29. September 2007 erstmals wieder samstags mit der Eisenbahn erreichbar. Im Rahmen eines Bürgerbahn-Projektes des DBV-Fördervereins Niederlausitzer Eisenbahn fuhr der vereinseigene Elbe-Elster-Express von Mühlberg über Falkenberg/Elster und Herzberg (Elster) nach Schlieben. Im Jahr 2008 wurde der Verkehr allerdings bereits nach zwei Monaten am 12. Juli 2008 eingestellt. An den zehn Fahrtagen seit dem 1. Mai hatten nur acht Fahrgäste die Fahrten zwischen Mühlberg (Elbe) und Luckau-Uckro benutzt, wodurch kein kostendeckender Betrieb möglich war. Während noch Güterverkehr zum örtlichen Kieswerk stattfindet, wurde das letzte Streckenstück zum Bahnhof zugunsten der Ortsumgehung (L 67) stillgelegt und unterbrochen.
Der 1998 stillgelegte Binnenhafen wurde ab 2011 modernisiert und zum Industriehafen Mühlberg ausgebaut (Ertüchtigung der Spundwand, Einbau von zwei Schwerlastplatten, Herstellung einer Lager- und Umschlagsfläche, Umgestaltung der Zufahrtsstraßen).

## Persönlichkeiten

### Söhne und Töchter der Stadt
- Johann Narhammer (1549–1593), evangelischer Theologe
- Georg Gottfried Wagner (1698–1756), Kantor und Komponist
- Johann Christoph Erdmann (1733–1812), Theologe und Kirchenhistoriker
- Wilhelm Becher (1812–unbekannt), evangelisch-lutherischer Theologe und Heimatforscher
- Heinrich Matthey (1825–1913), deutsch-amerikanischer Publizist
- Emil Heinrich Schneider (1839–1928), Pfarrer und Schriftsteller
- Wilhelm Hasemann (1850–1913), Schwarzwaldmaler
- Rudolf Schneider (1852–1911), Gymnasiallehrer und Militärhistoriker
- Walter Falk (1895–1963), Theaterintendant
- Martin Bartholdy (1904–1965), Archivar und Schriftsteller, geboren in Altbelgern
- Peer Baedeker alias Ernst-Max Hacke (1912–1999), Opernsänger, Schriftsteller und Antiquar, geboren in Alt-Löhnewitz
- Karl-Heinz Krug (* 1922), Funktionär der DDR-Blockpartei LDPD
- Werner Drechsler, (1923–1944), U-Boot-Fahrer der Kriegsmarine im Zweiten Weltkrieg
- Paul Kienberg (1926–2013), MfS-Offizier
- Peter Eichhorst (1943–2008), Softwarepionier
- Michael Gundermann (* 1945), Maler und Grafiker, geboren in Brottewitz

### Mit Mühlberg verbundene Persönlichkeiten
- Augustin Gotthelf Irschhausen († 1794), Justizamtmann in Mühlberg
- Max Pauly (1849–1917), Direktor der Zuckerfabrik Brottewitz 1878–1897, Optiker, erfand den sogenannten Paulykocher zur Zuckerherstellung
- Werner Kube (1923–1945), Widerstandskämpfer, nach einem gescheiterten Fluchtversuch an der Brottewitzer Friedhofsmauer erschossen
- Matthias Taatz (* 1959), 1988–1992 Pfarrer in Mühlberg, 1990 Präsident der Mühlberger Stadtverordnetenversammlung, seit 2001 Vorsitzender der Initiativgruppe Lager Mühlberg.